# Винт, Айли Августовна

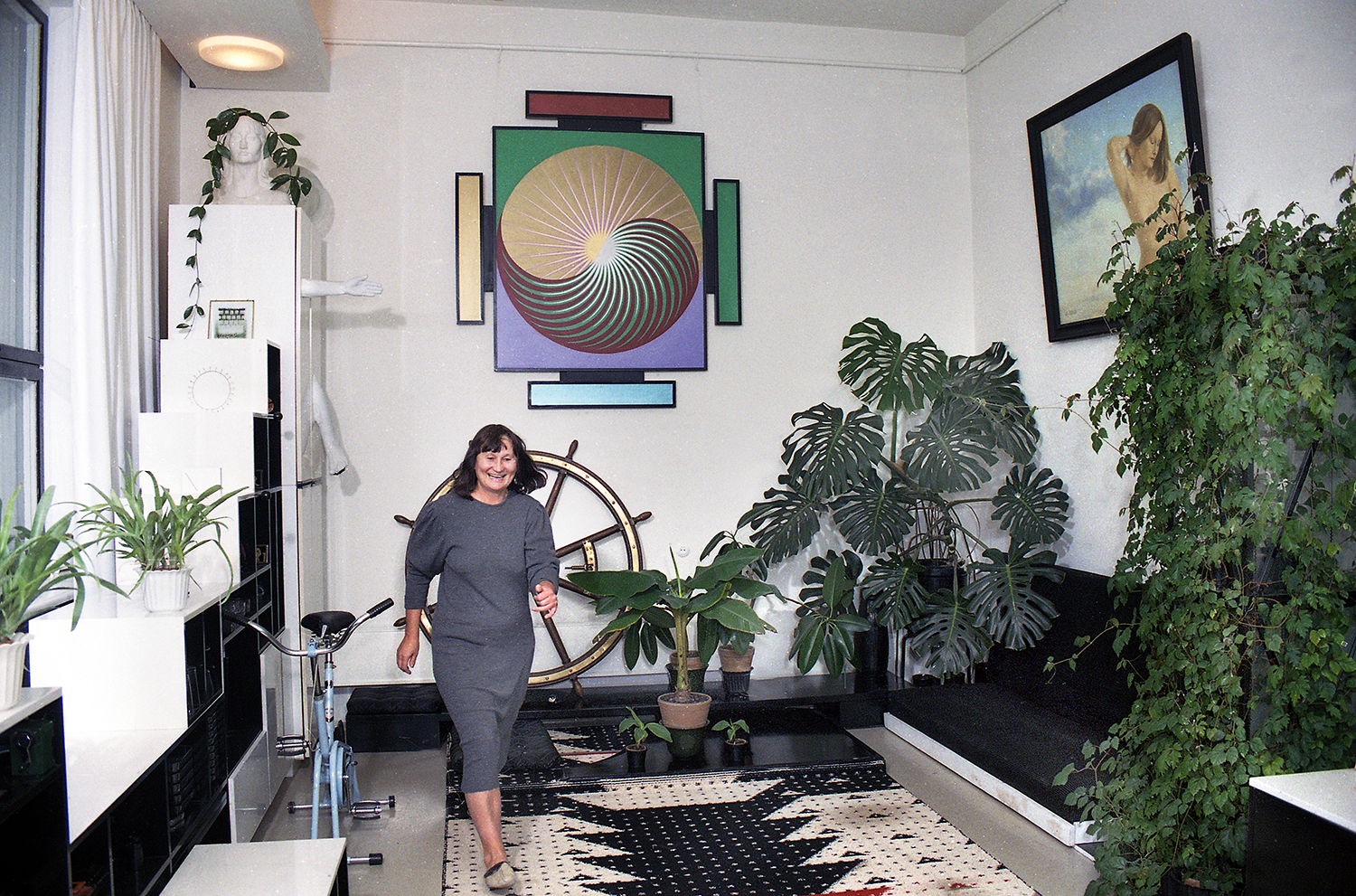
Айли Винт в студии, 1994 год.

Айли Августовна Винт (эст. Aili Vint, до 1967 года — Сарв; род. 25 апреля 1941, Раквере) — эстонская художница и график.
Окончила Среднюю школу №1 в Раквере в 1958 году, училась в ЕРКИ с 1962 по 1967 год, окончила по специальности графика.
С 1967 по 1968 год работала художественным редактором в издательстве Eesti Raamat, с 1968 по 1970 год художником по рекламе в художественном коллективе Ars, а с 1992 года преподавала в Эстонской академии художеств. Член Союза художников с 1970 года.
Входила в группу ANK '64.

## Награды
- Премия Конрада Мяэ 1994 г.
- 2002 Орден «За заслуги перед Белой Звездой» IV степени
- Приз Кристьяна Рауа 2015 (совместно с Тоомасом Винтом, красочное и личное творение)

## Личная жизнь
Муж Айли Винт — художник и писатель Тоомас Винт.